# Aérodrome de Johannisthal
L’aérodrome de Johannisthal (en allemand : Flugplatz Johannisthal), ouvert en septembre 1909, a été le premier aérodrome commercial d'Allemagne. Situé à 15 km au sud-est du centre de Berlin entre les banlieues de Johannisthal et Adlershof, il a initialement reçu le nom de Motorflugplatz Johannisthal-Adlershof. 
L'inauguration de l'aéroport de Berlin-Tempelhof en 1923 met fin à ses activités de transports de voyageurs,  en 1952 toutes les activités de l'aéroport cessent. Il est officiellement fermé en 1995. 

## Histoire
Dès les années 1890, le pionnier de l'aviation Otto Lilienthal a effectué des vols planés depuis une colline artificielle à Lichterflede au sud-ouest de Berlin. Après que les autorités militaires ont donné aux ballons dirigeables (Zeppelins) l'accès à la zone militaire de Tempelhof, les pionniers du vol à moteur ont dû rechercher un autre terrain pour leurs activités. 

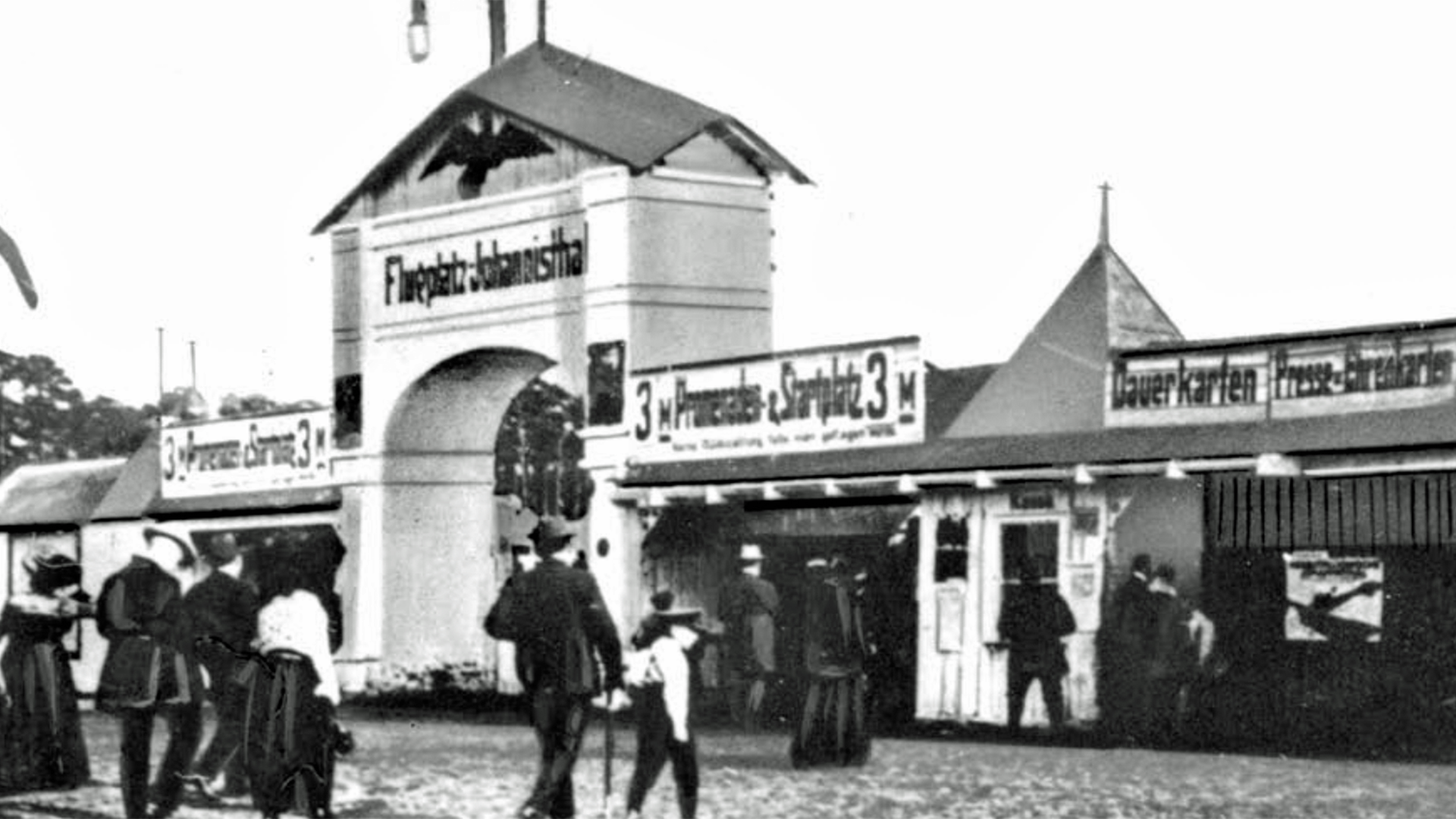
L'entrée principale, vers 1912.

C'est ainsi que l'aérodrome de la Deutsche Flugplatz Gesellschaft a ouvert ses portes dans la forêt entre Johannisthal et Adlershof le 26 septembre 1909, quelques semaines après la ville de Reims en France accueillit la Grande Semaine d'aviation de la Champagne, le premier meeting international d'aviation auquel assistèrent un million de spectateurs. Le jour suivant, le pilote Hubert Latham, sur Antoinette VII, a atterri à Johannisthal en accomplissant le premier vol en campagne au-dessus de l'Allemagne. Le 30 octobre, Hans Grade a remporté un prix d'aviation financé par Karl Lanz.
Cet aérodrome était le deuxième, créé en Allemagne, après l'aéroport de Griesheim, mais le premier à accueillir une exploitation commerciale. Jusqu'en 1911, deux hangars à dirigeables Parseval et Zeppelin furent construits en bordure du terrain d'aviation. En octobre 1913 des centaines de milliers de spectateurs bordaient les pistes lors de la manifestation aéronautique d'Adolphe Pégoud. Un avion Albatros B.I partit d'ici en juillet 1914 pour un vol durant plus de 24 heures. Dans les premières années, beaucoup des pilotes de renom comme Melli Beese ont participé à des meetings aériens. Les entrées ont contribué de manière significative au financement des opérations aériennes. 

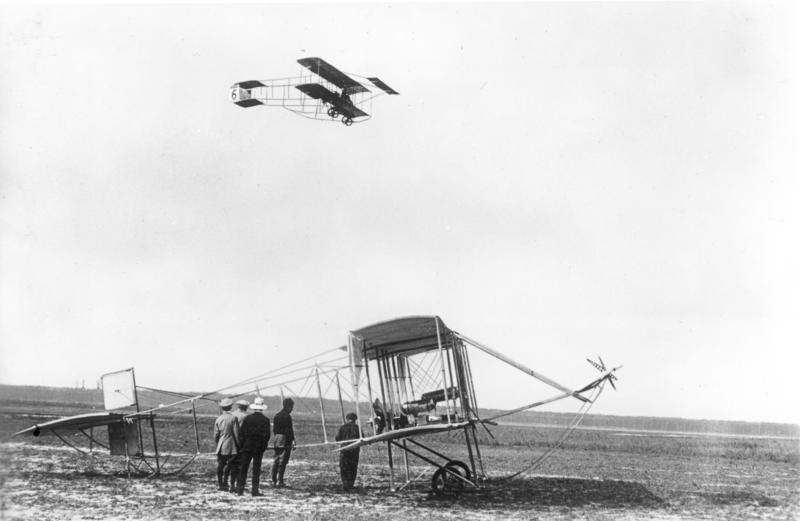
Sur la piste de Johannisthal en 1910: un Farman III en vol, un biplan de Roger Sommer avant de démarrer.

De nombreux pionniers de l'aviation allemande y ont installé leurs ateliers, dont la construction aéronautique d'Orville et Wilbur Wright, les Albatros Flugzeugwerke, la Luftverkehrsgesellschaft, les AGO Flugzeugwerke et la Luft-Fahrzeug-Gesellschaft, ainsi que les ingénieurs Edmund Rumpler, Émile Jeannin et Anthony Fokker qui y fonda la société Fokker en 1912. Pendant la Première Guerre mondiale, le terrain a été utilisé à des fins militaires, notamment par l'industrie aéronautique allemande qui y produisait des avions de reconnaissance et de chasse, ainsi que pour la formation des les troupes d'aviation.
Après la guerre, l'Assemblée nationale institue en février 1919, un premier service postal aérien de Johannisthal à Weimar. Avec l'ancienne commune de Johannisthal, l'aérodrome est incorporé à Grand Berlin en 1920. Connu comme le berceau du vol plus lourd que l'air en Allemagne, Johannisthal était le principal aéroport de la capitale allemande jusqu'à ce que l'aéroport de Tempelhof se développe à partir de 1923. Ainsi des laboratoires, des bancs d'essai de moteurs, des souffleries et des hangars sont érigés dans les années 1920 et 1930 par l'Institut Expérimental pour l'Aviation (Deutsche Versuchsanstalt für Luftfahrt - DVL, l'ancêtre de la DLR) qui a joué un rôle important dans le réarmement de l'Allemagne sous le Troisième Reich. Ces bâtiments sont aujourd'hui des monuments historiques au sein d'un « parc aérodynamique ». 
Situé dans Berlin-Est après la Seconde Guerre mondiale, l'ancien aéroport était utilisé par le Groupement des forces armées soviétiques en Allemagne puis par la Nationale Volksarmee comme terrain d'entraînement militaire, tandis que l'Académie des sciences de la RDA, qui comptait quatorze institutions de sciences naturelles et techniques et six centres de services, y employait environ 5 500 scientifiques et techniciens. 
Environ 65 hectares des anciennes pistes ont été convertis en espaces verts protégés.

## Accidents

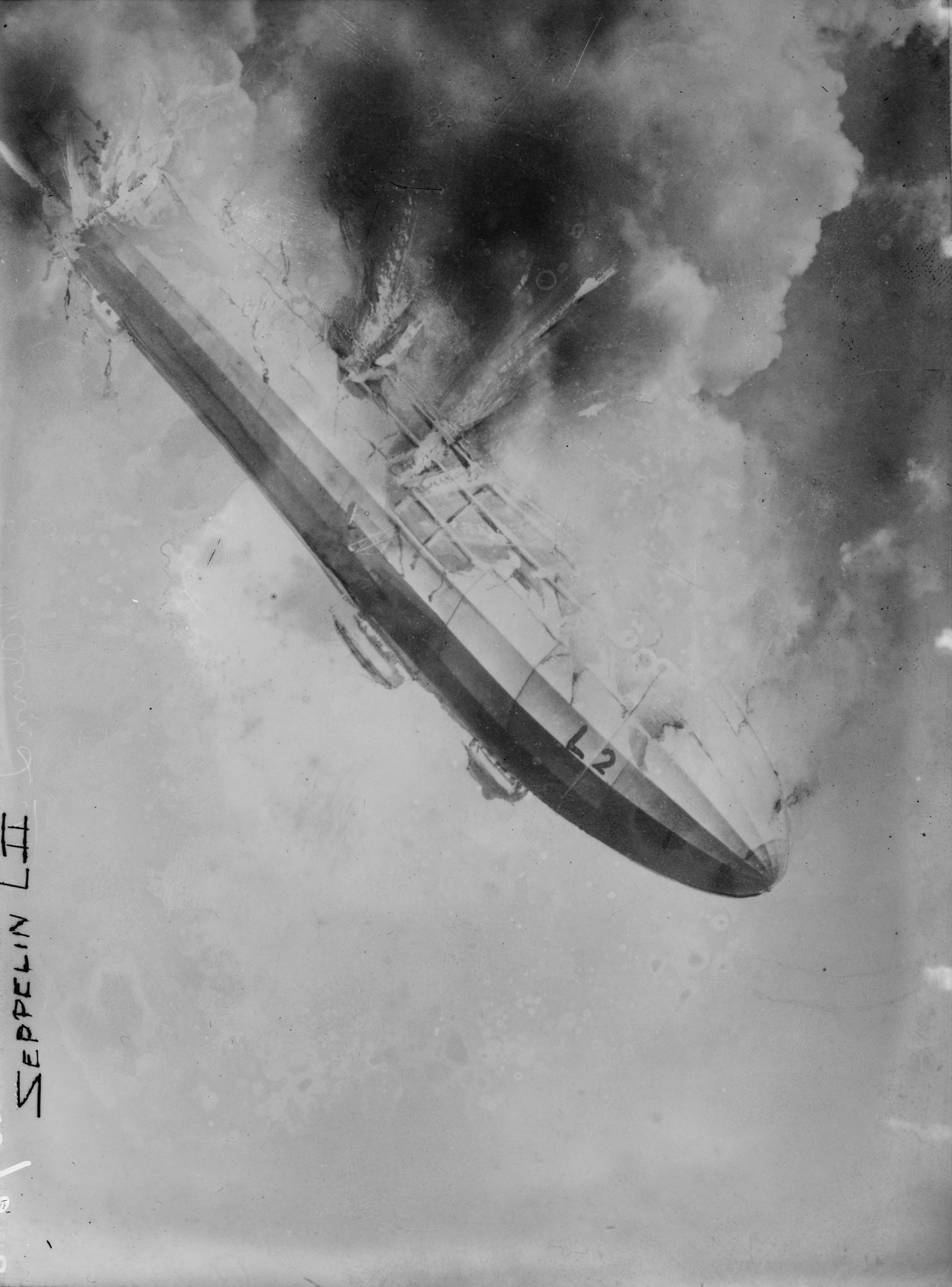
Crash du Zeppelin LZ 18

Le 17 octobre 1913, le dirigeable militaire Zeppelin LZ 18 de la Kaiserliche Marine s'enflamme puis explose lors d'un vol d'essai. L'accident causa la mort des 28 membres d'équipage et passagers.
Le 9 septembre 1995, au cours d'un meeting aérien à Johannisthal, l'astronaute et pilote Reinhard Furrer est tué en effectuant une figure de voltige aérienne à bord d'un chasseur de la Seconde Guerre mondiale de type Messerschmitt Bf 108.